# Bafodeya
Bafodeya là một chi thực vật thuộc họ Chrysobalanaceae.
Bao gồm các loài:
- Bafodeya benna, (Scott-Elliot) Prance ex F.White